# Eginolfo
Eginolfo di Torino (fl. X secolo) è stato un vescovo italiano.

## Biografia
Eginolfo è storicamente documentato in una sola occasione, in un atto di donazione fatto da Berengario I, re d'Italia, al monastero di San Michele in Lucedio, nel 901. Non si conosce nell'altro di questo vescovo.